# Еритроксилови
Еритроксиловите (Erythroxylaceae) са семейство растения от разред Малпигиецветни (Malpighiales).
Таксонът е описан за пръв път от Карл Сигизмунд Кунт през 1822 година.

## Родове
- Aneulophus
- Erythroxylum – Еритроксил
- Nectaropetalum
- Pinacopodium